# Shenergy Company
Shenergy Company (Shenergy) ist ein chinesisches Unternehmen mit Firmensitz in Shanghai. Das Unternehmen war im Aktienindex SSE 50 an der Shanghai Stock Exchange gelistet. Shenergy produziert und verkauft Strom an seine Kunden. Das Unternehmen betreibt mehrere Kraftwerke in China. Des Weiteren fördert und veräußert das Unternehmen Erdöl und Erdgas. Das Unternehmen gehört zum Unternehmen Shenergy Group.

## Tochterunternehmen und Beteiligungen
- Shanghai Petroleum & Natural Gas Company Limited
- Shanghai Natural Gas Pipeline Networks Company Limited

## Einzelnachweis
1. ↑  Shenergy Group (Memento des Originals vom 8. Oktober 2007 im Internet Archive)  Info: Der Archivlink wurde automatisch eingesetzt und noch nicht geprüft. Bitte prüfe Original- und Archivlink gemäß Anleitung und entferne dann diesen Hinweis.